# Weibern (Eifel)
Pour les articles homonymes, voir Weibern.
Weibern est une municipalité allemande située dans le land de Rhénanie-Palatinat et l'arrondissement d'Ahrweiler.